# 社会主义团结
社会主义团结（捷克语：Socialistická Solidarita）是捷克的一个托洛茨基主义组织。该组织由一个与英国社会主义工人党有联系的朋克摇滚乐队圈子发展而来。该组织出版杂志《团结》，每月发行一期。该组织是国际社会主义倾向的成员。